# Palaiseau
Palaiseau és un municipi francès, situat al departament de l'Essonne i a la regió de l'Illa de França. L'any 1999 tenia 28.965 habitants.
Forma part del cantó de Palaiseau i del districte de Palaiseau. I des del 2016 de la Comunitat d'aglomeració París-Saclay.

## Educació
- École nationale de la statistique et de l'administration économique
- École polytechnique
- Institut d'optique Graduate School
- Institut polytechnique de Paris